# Grauer Bergfenchel
Seseli gummiferum, auch Grauer Bergfenchel genannt, ist eine Pflanzenart aus der Gattung Bergfenchel (Seseli) innerhalb der Pflanzenfamilie der Doldenblütler (Apiaceae). Sie ist auf den Ägäischen Inseln und der Krim sowie in der Türkei verbreitet und wird als Zierpflanze genutzt.

## Beschreibung

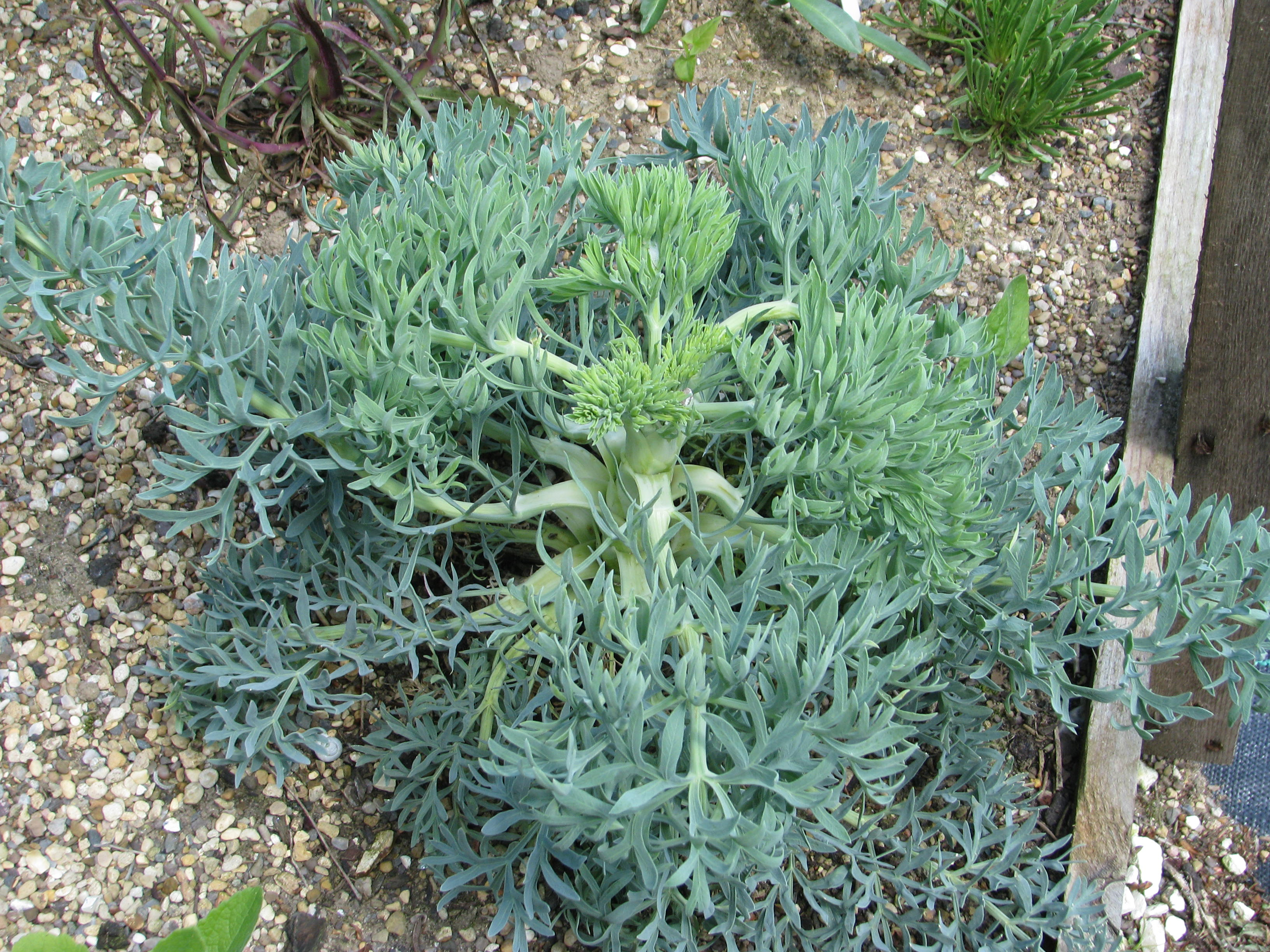
Grundblätter und aufstrebender Stängel

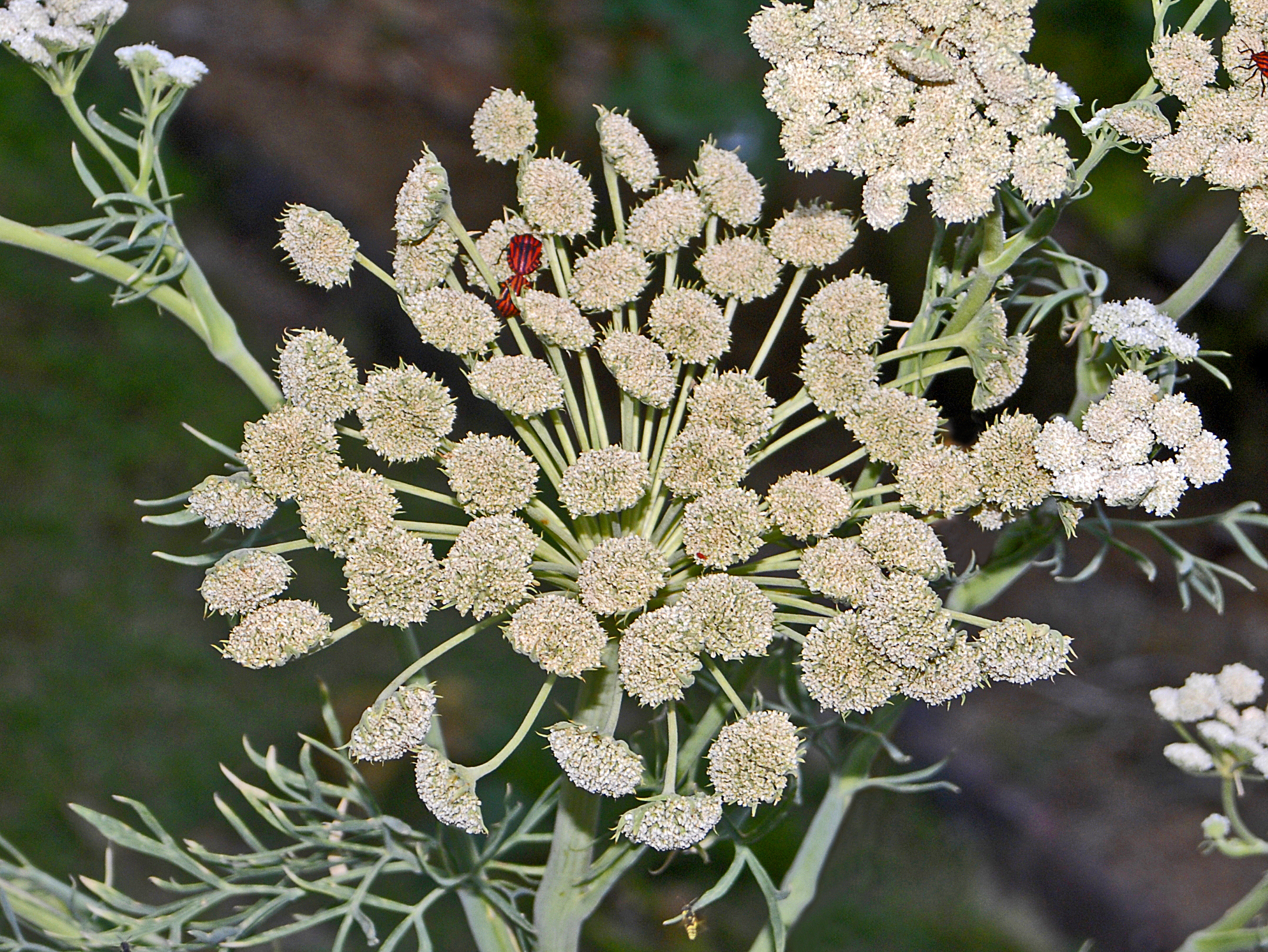
Döldchen

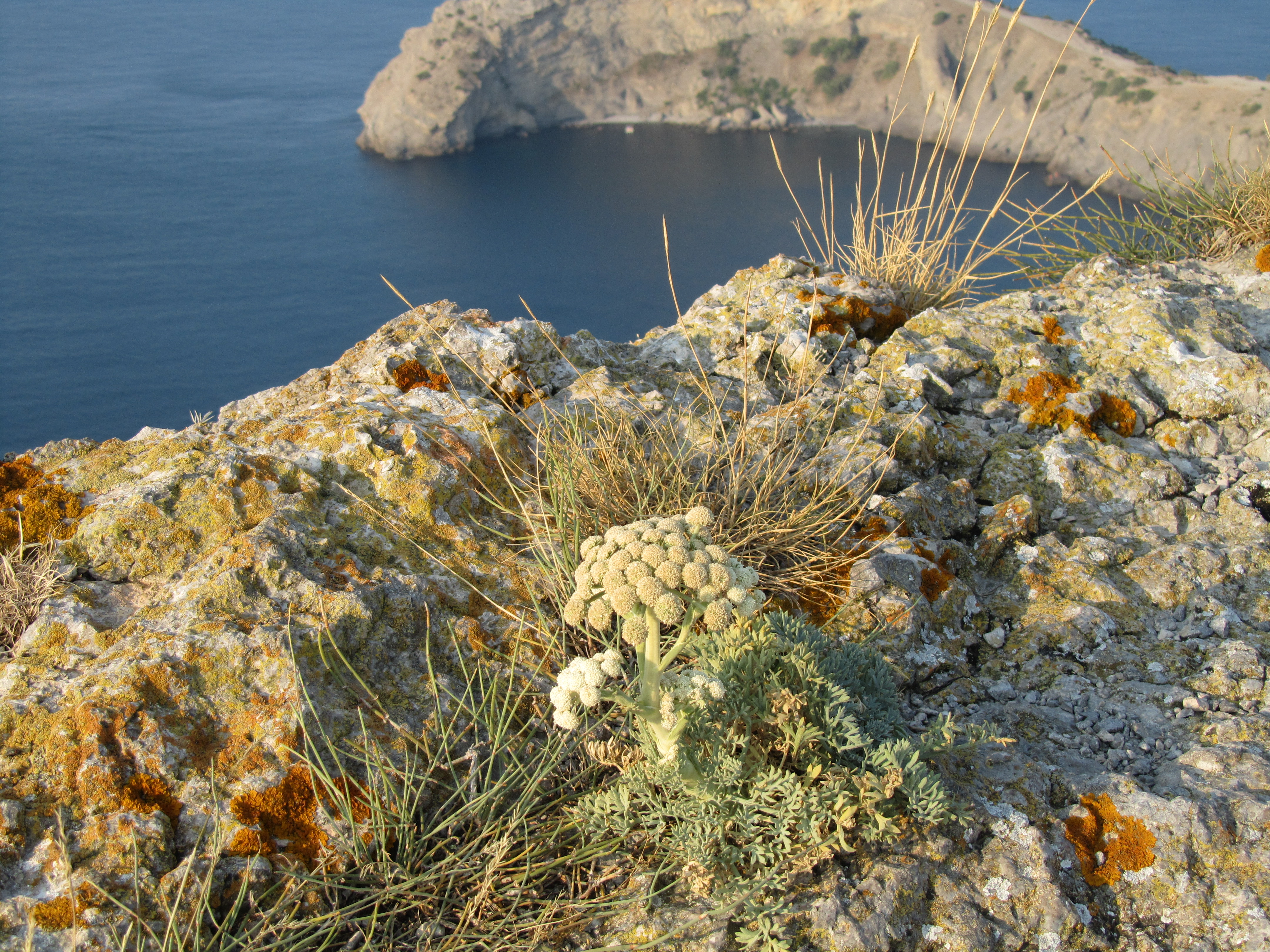
Habitat von Seseli gummiferum auf der Krim

### Vegetative Merkmale
Seseli gummiferum ist eine immergrüne, zwei- bis mehrjährige krautige Pflanze, die Wuchshöhen von 15 bis 100 Zentimeter erreicht. Der am Grund verzweigte, kräftige, steif aufrechte, tief gerippte, fast sukkulent erscheinende Stängel ist blass-grün bis blass-violett.
Die zahlreichen grundständigen und am Stängel wechselständig verteilt angeordneten Laubblätter sind in Blattscheide, -stiel und -spreite gegliedert. Die intensiv blau-grauen, ledrigen Grundblätter sind fein flaumig behaart und zweifach fiederschnittig mit bei einer Länge von 4 bis 10 Millimetern sowie einer Breite von bis 1,5 Millimetern lanzettlichen, scharf gezähnten Endabschnitten. Die Stängelblätter sind ähnlich wie die Grundblätter, aber nach oben hin reduziert und kleiner.

### Generative Merkmale
Die Blütezeit erstreckt sich von Juni bis August. An verzweigten Stängeln erscheinen doppeldoldige Blütenstände mit zehn bis dreißig Strahlen pro Dolde, die äußeren Strahlen sind länger als die inneren. Die Hauptdolde ist höher und besitzt mehr Strahlen als die Seitendolden. Die sehr dichten, kompakten Döldchen haben einen Durchmesser von bis zu 13 Millimetern und enthalten 60 bis 70 Blüten. Die am Grund verwachsenen Hüllblätter sind bei einer Länge von bis zu 15 Millimetern lanzettlich mit spitzem oberen Ende und einfach bis dreiteilig. Die schuppigen Blütenstiele sind sehr kurz.
Die zwittrige Blüten besitzen eine doppelte Blütenhülle. Die weißlichen Kelchblätter sind bei einer Länge von etwa 1 Millimetern eiförmig. Die Kronblätter sind anfangs rosafarben bis cremeweiß, später weiß. Der Fruchtknoten ist behaart bis kahl. Der Griffel ist kegelförmigen.
Die gerippte Teilfrucht ist bei einer Länge von 3 bis 4 Millimetern etwa doppelt so lang wie breit sowie eiförmig und dicht behaart bis kahl. 

### Chromosomensatz
Die Chromosomenzahl beträgt 2n = 20.

## Ökologie
Seseli gummiferum ist eine hapaxanthe Pflanze, die zwei oder mehr Jahre bis zur Bildung des Blütenstandes benötigt und dann nach der Fruchtreife abstirbt.

## Vorkommen
Seseli gummiferum ist auf den Ägäischen Inseln, auf der Krim und im türkischen Taurusgebirge verbreitet. Sie besiedelt steinige Hänge, Felsspalten, Geröllfelder und Kalkfelsen an den Meeresküsten bis in Höhenlagen von 2.200 Metern.

## Systematik
Die Erstbenennung von Seseli gummiferum erfolgte durch Peter Simon Pallas und wurde 1807 von James Edward Smith in Exotic Botany, Band 2, Seite 121–122. in Form einer anerkannten Artbeschreibung veröffentlicht. Der artspezifische Namensteil gummiferum bedeutet „Gummi hervorbringend“ und spielt auf das gelbe, fetthaltige Harz an, das bei Verletzung des Stängels austritt. Homotypische Synonyme für Seseli gummiferum sind Hippaton gummiferum (Pall. ex Sm.) Raf. und Libanotis gummifera (Pall. ex Sm.) Crantz..
Von Seseli gummifera gibt es je nach Quelle etwa zwei oder drei Unterarten:
- Seseli gummiferum subsp. aegaeum P.H.Davis: Sie ist ein Synonym von Seseli crithmifolium (DC.) Boiss. und kommt in Griechenland auf den Ägäischen Inseln vor.
- Seseli gummiferum Pall. ex Sm. subsp. gummiferum: Sie kommt im asiatischen Teil der Türkei und vielleicht auf der Krim vor.[8]
- Seseli gummiferum subsp. ilgazense A.Duran, Ö.Çetin & M.Öztürk: Sie wurde 2015 aus der türkischen Provinz Kastamonu erstbeschrieben.[8]

## Verwendung
Der Graue Bergfenchel wird selten als Zierpflanze in Felssteppenanlagen, trockenwarmen Steingärten und mediterranen Gärten verwendet. Sie benötigt einen geschützten, vollsonnigen Standort und einen durchlässigen, humusarmen Boden. Sie ist sehr hitze- und trockenheitsverträglich. Seseli gummiferum gilt als ausdrucksstarke, ungewöhnliche Blatt- und Blütenpflanze, die als Solitär auf steinigen Böden, an Mauern und Felsen besonders zur Geltung kommt. Seseli gummiferum lässt sich auch gut mit Lavendel und Salbei kombinieren. Die kurzlebige Art kann sich auf vegetationsarmen Gartenböden gut durch Selbstaussaat erhalten. Seseli gummiferum gilt als winterhart bis −23 °C (Zone 6), treibt allerdings mitunter schon im ersten Jahr ohne Blütenansatz in die Höhe und ist dann etwas frostgefährdet.